# Liste der Bodendenkmäler in Reichenschwand
Auf dieser Seite sind die Bodendenkmäler in der mittelfränkischen Gemeinde Reichenschwand zusammengestellt. Diese Tabelle ist eine Teilliste der Liste der Bodendenkmäler in Bayern. Grundlage ist die Bayerische Denkmalliste, die auf Basis des Bayerischen Denkmalschutzgesetzes vom 1. Oktober 1973 erstmals erstellt wurde und seither durch das Bayerische Landesamt für Denkmalpflege geführt wird. Die folgenden Angaben ersetzen nicht die rechtsverbindliche Auskunft der Denkmalschutzbehörde.

Mit dem Stand vom 4. August 2018 sind sieben Bodendenkmäler von Reichenschwand in der Bayerischen Denkmalliste eingetragen.

## Hinweise zu den Angaben in der Tabelle
- Spalte Name, Bezeichnung: Bezeichnung des denkmalgeschützten Objektes
- Spalte Ortsteil: Ortsteil, in dem sich das denkmalgeschützte Objekt befindet
- Spalte  Koordinaten: Geografischer Standort
- Spalte Denkmalnummer: Offizielle Denkmalnummer des Bayerischen Landesamts für Denkmalpflege
- Spalte Zeitstellung: Besondere Daten, so weit bekannt oder ableitbar, teilweise auch Datum der Ersterwähnung der Liegenschaft
- Spalte Denkmalumfang, Bemerkung: Nähere Erläuterungen über den Denkmalstatus, den Umfang der Liegenschaft und ihre Besonderheiten

Bis auf die Spalte Bild sind alle Spalten sortierbar.

## Liste der Bodendenkmäler
| Name, Bezeichnung                                                                     | Ortsteil       | Koordinaten                        | Denkmalnummer | Zeitstellung | Denkmalumfang, Bemerkung   | Bild           |
| ------------------------------------------------------------------------------------- | -------------- | ---------------------------------- | ------------- | ------------ | -------------------------- | -------------- |
| Freilandstation des Mesolithikums und Grabhügel vorgeschichtlicher Zeitstellung       | Reichenschwand | 49° 30′ 11,75″ N, 11° 22′ 10,31″ O | D-5-6434-0108 |              | Südlich von Reichenschwand |                |
| Siedlung der Urnenfelderzeit                                                          | Reichenschwand | 49° 30′ 14,42″ N, 11° 22′ 12,33″ O | D-5-6434-0109 |              | Südlich von Reichenschwand |                |
| Siedlung der Urnenfelder-, Hallstatt- und Spätlatènezeit                              | Reichenschwand | 49° 30′ 22,71″ N, 11° 22′ 18,1″ O  | D-5-6434-0110 |              | Südlich von Reichenschwand |                |
| Siedlung vorgeschichtlicher Zeitstellung                                              | Reichenschwand | 49° 30′ 24,06″ N, 11° 21′ 50,93″ O | D-5-6434-0113 |              | Südlich von Reichenschwand |                |
| Mittelalterliche Vorgängerbauten der evangelisch-lutherischen Pfarrkirche St. Afra    | Reichenschwand | 49° 30′ 40,04″ N, 11° 22′ 29,88″ O | D-5-6434-0176 |              | Kirche St. Afra            | weitere Bilder |
| Frühneuzeitlicher Vorgängerbau der Friedhofskapelle von Reichenschwand                | Reichenschwand | 49° 30′ 47,49″ N, 11° 22′ 17,69″ O | D-5-6434-0177 |              | Kapelle Reichenschwand     |                |
| Mittelalterliche und frühneuzeitliche Befunde im Bereich des Schlosses Reichenschwand | Reichenschwand | 49° 30′ 44,87″ N, 11° 22′ 31,72″ O | D-5-6434-0178 |              | Schloss Reichenschwand     | weitere Bilder |